# Freilichtmuseum Maria Saal

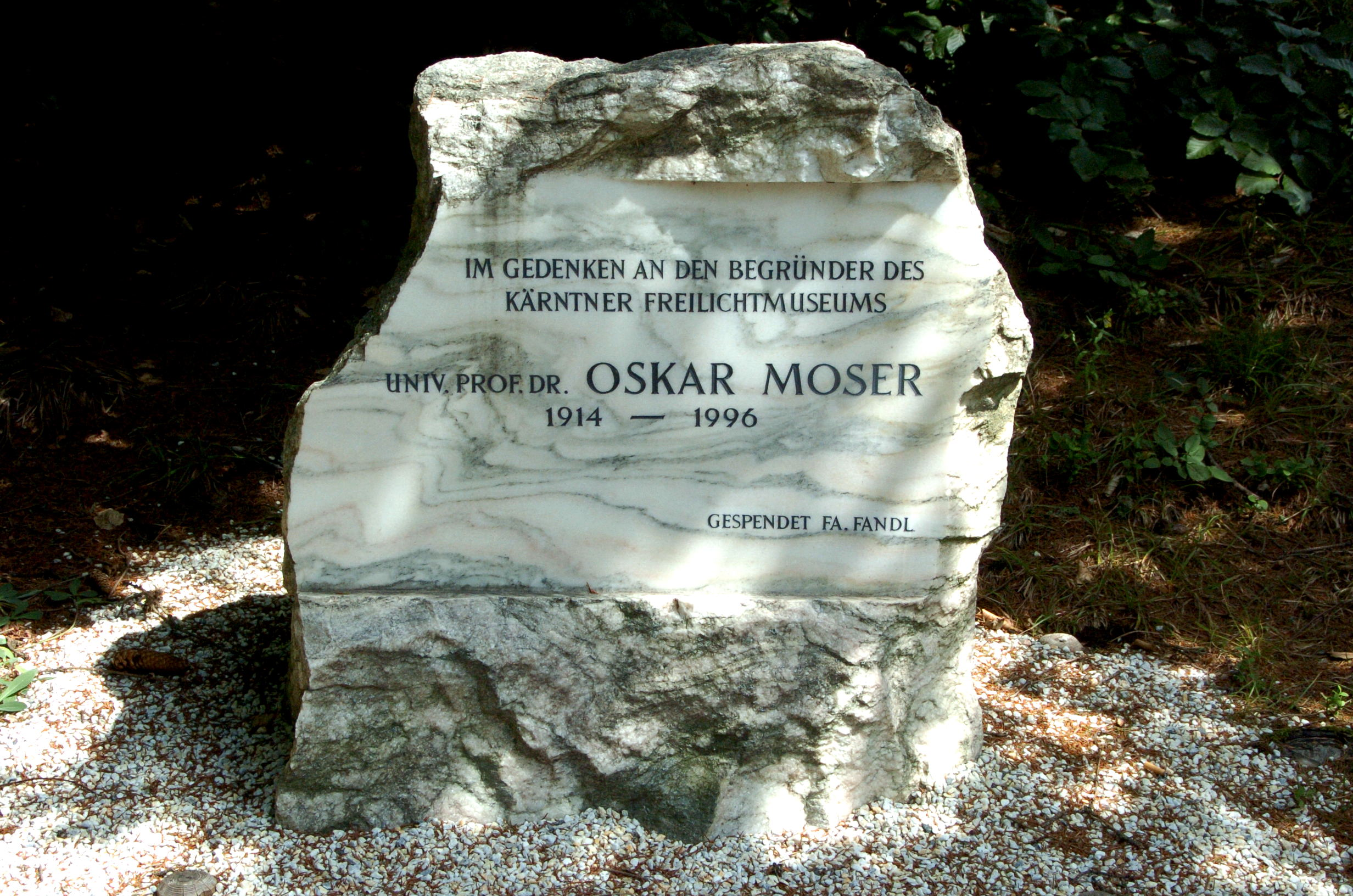
Gedächtnisstein zu Ehren des Gründers Oskar Moser

Das Kärntner Freilichtmuseum Maria Saal ist ein Freilichtmuseum am östlichen Rand des Zollfelds in Kärnten und in Österreich eines der ersten Museen seiner Art. Es beherbergt mit dem „Bodnerhaus“ (erbaut 1470) das derzeit älteste in Blockbauweise errichtete Gebäude Österreichs.

## Geschichte
1936 leistete die Kärntner Landsmannschaft eine Anzahlung für den Ankauf des „Bodnerhauses“ in St. Oswald (Gemeinde Bad Kleinkirchheim). Erst 1951 wurde der Ankauf abgeschlossen, und das Gebäude wurde 1952 auf das Klagenfurter Kreuzbergl übertragen. Der dortige Standort wurde rasch zu klein, so wurden in den 1960er-Jahren die bis dahin in Klagenfurt aufgestellten Objekte nach Maria Saal übertragen, wo das heutige Museumsgelände am 22. August 1972 eröffnet wurde.
Es erstreckt sich über eine Fläche von vier Hektar und ist in vier Terrassen gegliedert. Es zeigt verschiedene Formen von Bauernhäusern und Höfen aus verschiedenen Teilen Kärntens und vermittelt dem Besucher die Lebensformen und -bedingungen, Möbel, Handwerksgeräte, Mühlen und Öfen der ländlichen Bewohner Kärntens in unterschiedlichen Zeitepochen. Weiters ist auf dem Gelände ein Naturlehrpfad angelegt, der Informationen über die lokale Flora vermittelt.
Das Museum wird vom Landesmuseum Kärnten in Klagenfurt wissenschaftlich betreut.

## Rundgang
Der Rundgang umfasst derzeit 36 Objekte, vor allem Wohn- und Wirtschaftsgebäude:
- 1. Neunerkreuz: ein typisch Kärntner Bildstock, der den Zugangsweg zum Museum markiert
- 2. Hausschmiede: aus St. Johann ob Gurk
- 3. Hanebauerhaus:

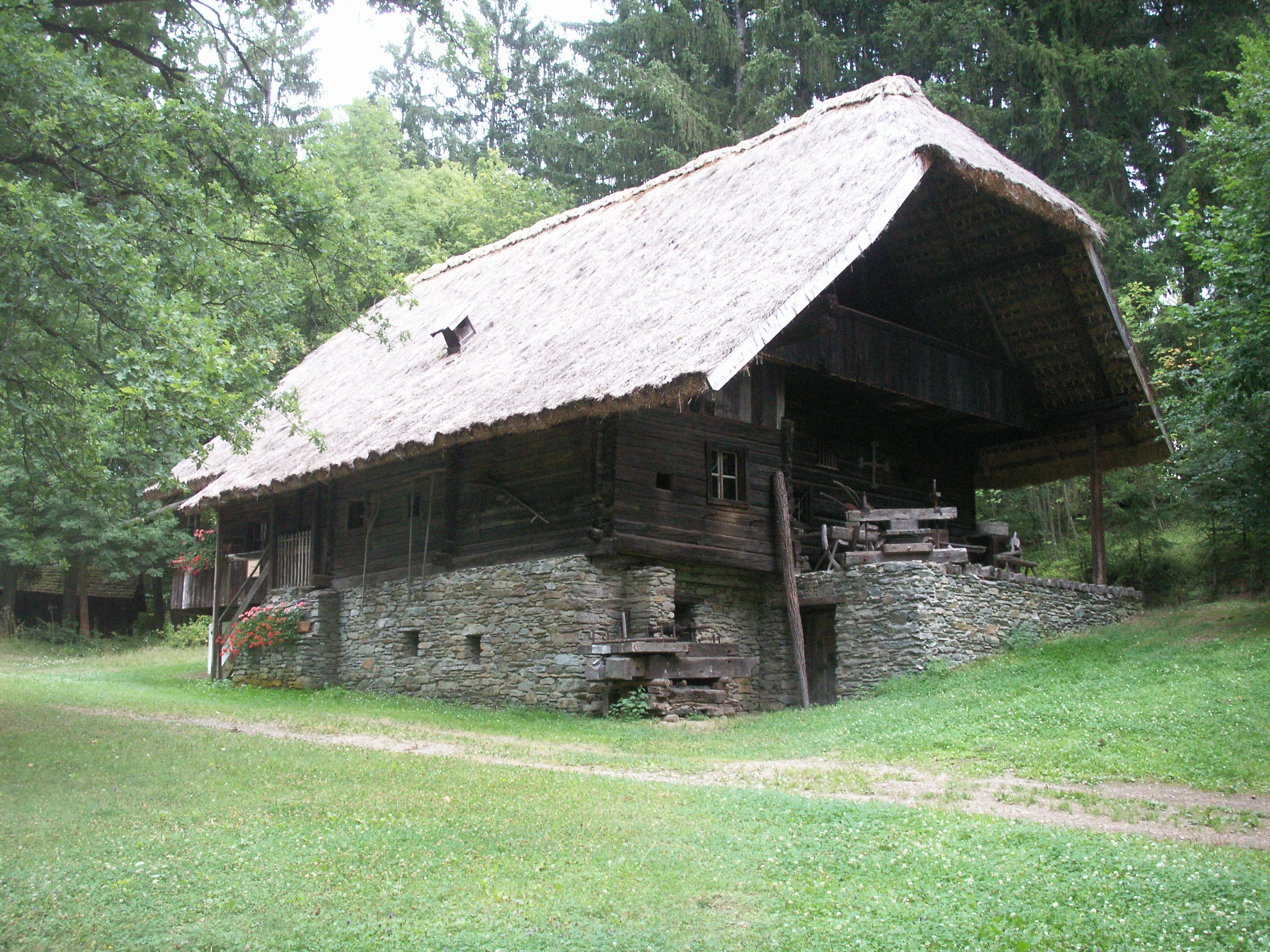
Hanebauer-Kogler 2007

Die Altform des Unterkärntner Bauernhauses repräsentiert das Hanebauer-Haus aus Pölling (Gemeinde Straßburg). Die Nebenräume wie Schlaf- und Zeugkammer sind, verbunden durch schmale Flurgänge die Labn, um eine große Rauchstube gruppiert. Ein Spezifikum der Unterkärntner Rauchstubenhäuser ist eine besonders mächtige Rauchstube als Ausgangsraum, an den die übrigen Hausräume „völlig irregulär vielfach ohne konstruktiven Zusammenhang“ als eigene Blockhausräume angezimmert wurden. Das langsame additive Wachstum einer urtümlichen Blockbauweise über Generationen wird hier gut sichtbar. Das Haus verfügt über eine mächtige Doppelfeuerstelle, Herd und Backofen, entsprechend sind Funkengewölbe, der Rauchkogel und die Einheiz ausgeführt und in ihrer Konstruktion deutlich anders als die Rauchöfen Oberkärntens. Wegen ihrer überdimensionierten Spannweite und der mit einer Erdschicht isolierten Decke gibt es eine stützende Holzsäule in der Mitte der Rauchstube. Neben dem Backofen diente eine primitive Liegepritsche als Ruhelager und darunter als Kleinviehstall. Ebenfalls anders als in Oberkärnten ist die Dachkonstruktion. An einem mächtigen Firstbaum hängt ein Lattenrost mit einem dichten Strohscharendach, das 2002 erneuert wurde. Charakteristisch für diese Dachform ist eine starke Abwalmung der beiden Giebel. Auf einer Seite steht der Giebel drei Meter vor und überdeckt einen Außenkeller für Feldfrüchte, ebenfalls typisch für diese urtümliche Hausanlage.
- 4. Lemischstadel: typisch für das Gurktal, Ständerbauweise mit innenliegender Bretterverschalung
- 5. Mörtelbauerkasten: zweigeschoßiges Vorratshaus ganz aus Holz vom Mörtelbauer in Eggen am Kraigerberg, nordwestlich von St. Veit an der Glan, zum Schutz vor Feuchtigkeit auf vier große Steine gestellt
- 6. Bodnerhaus:

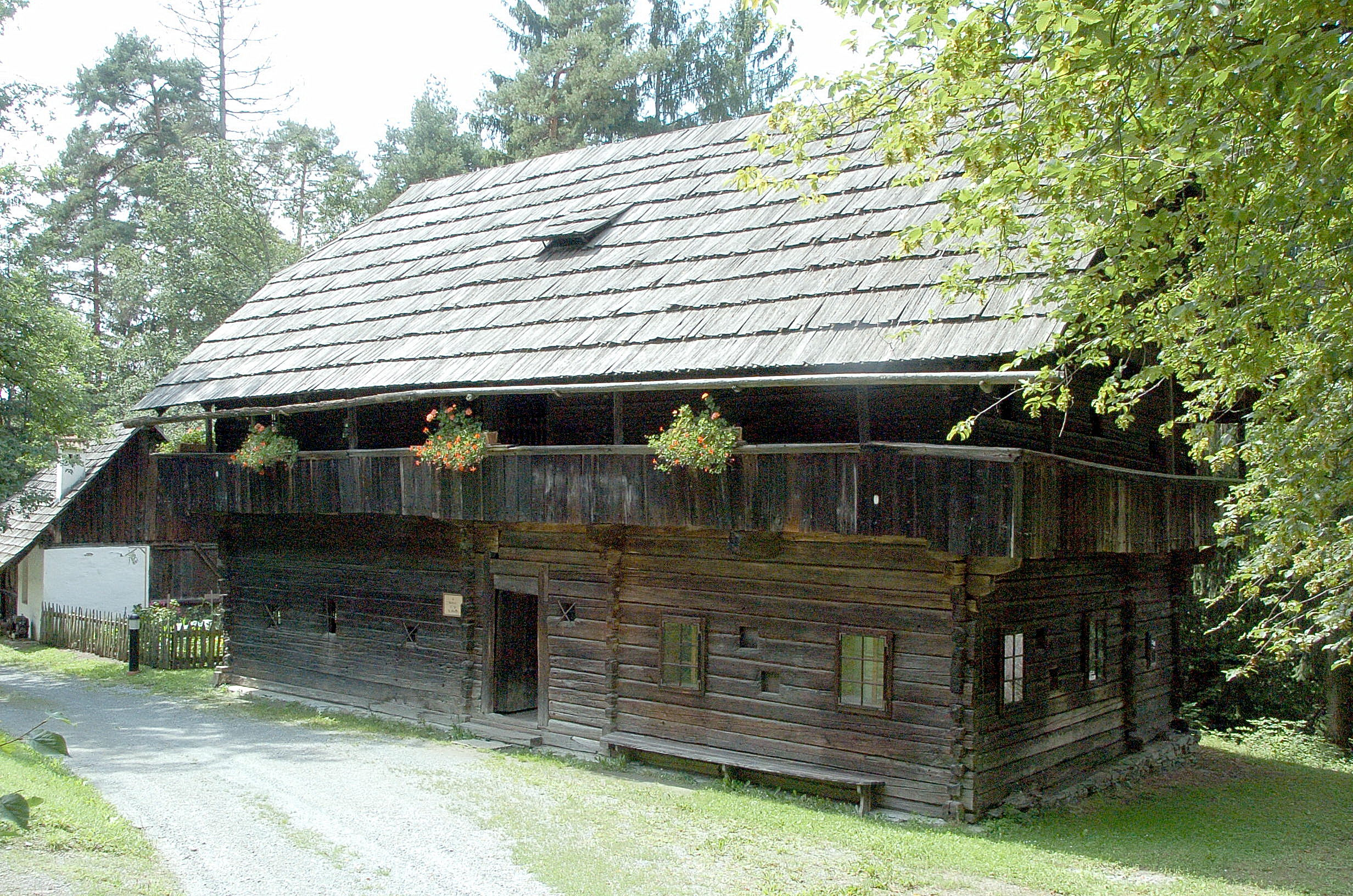
„Bodnerhaus“ (13.–14. Jahrhundert) mit erkennbaren Bauphasen nach dem Additionsprinzip

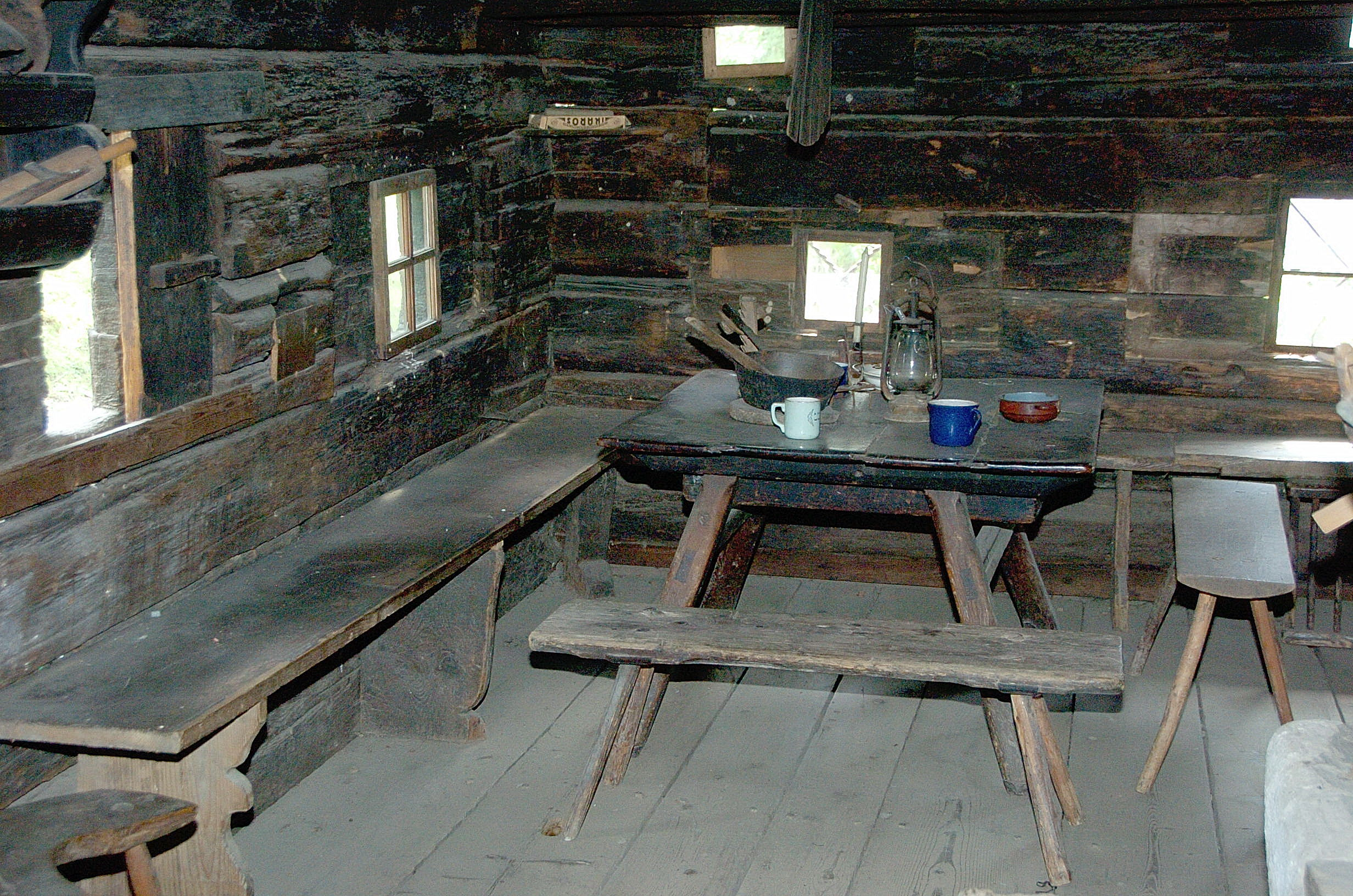
Essplatz im „Bodnerhaus“

Das „Bodnerhaus“ stammt ursprünglich aus St. Oswald bei Bad Kleinkirchheim und stand dort nahe der Kirche. Es ist ein Rauchstubenhaus, wo alle weiteren Räume der Rauchstube als Haupt-, Mehrzweck- und Wirtschaftsraum untergeordnet sind. Das Haus ist ein hölzerner in Blockbauweise errichteter zweigeschoßiger Bau. Im Erdgeschoß befindet sich die Rauchstube mit einem gemauerten Backofen, einem offenen Herd mit Funkenhut, einem großen Haustisch für mehr als 8 Personen und an der Hauswand umlaufenden Holzbänken. An die Rauchstube anschließend befindet sich eine Kammer mit einem Bett für die Magd und Utensilien für die Milchverarbeitung. Über den Vorraum kommt man in eine weitere Stube, die als „Winterkuchl“ bezeichnet wird. Zusätzlich befindet sich im Erdgeschoß noch eine Ofenstube und eine Kammer. Im Obergeschoß befindet sich über der Rauchstube eine geräumige Kachelstube mit Vorratskammer und eine Schlaf- und Gerätekammer. Das Dach ist ein Schersparrendach mit Schopfwalm und ist mit Lärchenschindeln gedeckt.
Das Haus wurde nach dem Additionsprinzip (Erweiterung nach Bedarf) in mehreren Bauphasen errichtet. Der älteste Hausteil bestehend aus Rauchstube und Nebenkammer wurde ursprünglich auf den Beginn des 17. Jahrhunderts datiert. Eine dendrochronologische Untersuchung im Jahr 2018 ergab allerdings, dass dieser Teil des Gebäudes aus Fichtenstämmen errichtet wurde, die 1469 gefällt worden waren. Damit ist das Bauwerk das derzeit älteste datierte Haus in Blockbauweise in Österreich. Als erste Erweiterung wurde nach 1500 die „Winterkuchl“ angebaut. Eine größere Erweiterung folgte dann im Jahr 1585/86. Zum Erbauungszeitpunkt des Ursprungsgebäudes und der Ursache der Erweiterungen gibt es unterschiedliche Theorien. Schinnerl sieht den Zweck der „Winterkuchl“ als Auszugsstube. Eichert, der sich mit den Besitzern des Hauses beschäftigte, nennt die Zeit um 1197 als Entstehungszeitpunkt der Rodung bei St. Oswald. Er vermutet, dass das Anwesen schon um diese Zeit bestand, aber baufällig war oder abbrannte, sodass man 1470 ein neues Haus errichtete. Er führt auch die Errichtung der „Winterkuchl“ um 1500 auf die 1501 dokumentierte Heirat der Besitzerswitwe mit einem Weber zurück, da dieser wohl Platz für seine Gerätschaften brauchte.
- 7. Bildstock: Nachbildung eines stark verwitterten Vorbildes aus der Gegend von Osterauerling
- 8. Salzerhaus: ein Bauernhofgebäude (Baujahr 1767) aus Schlaif bei Rennweg, eine typische Einhofanlage, d. h. Rauchstubenwohnung mit Speicher, Hofraum, Viehställen, Scheune und Dreschtenne in Einem
- 9. Lavanttaler Haus: aus Steinberg-Oberhaus, wahrscheinlich aus dem Jahr 1631, vermutlich Mitte des 19. Jahrhunderts stark verändert, vor allem durch das Einsetzen größerer Fenster
- 10. Badstube: aus dem oberen Mölltal
- 11. Kapelle: Rekonstruktion der ehemaligen Wallfahrtskapelle Maria Wolschart
- 12. Hofharpfe: aus dem 19. Jahrhundert
- 14. Kramerhaus: ein großes Rauchstubenhaus aus der Mitte des 18. Jahrhunderts aus dem oberen Gurktal

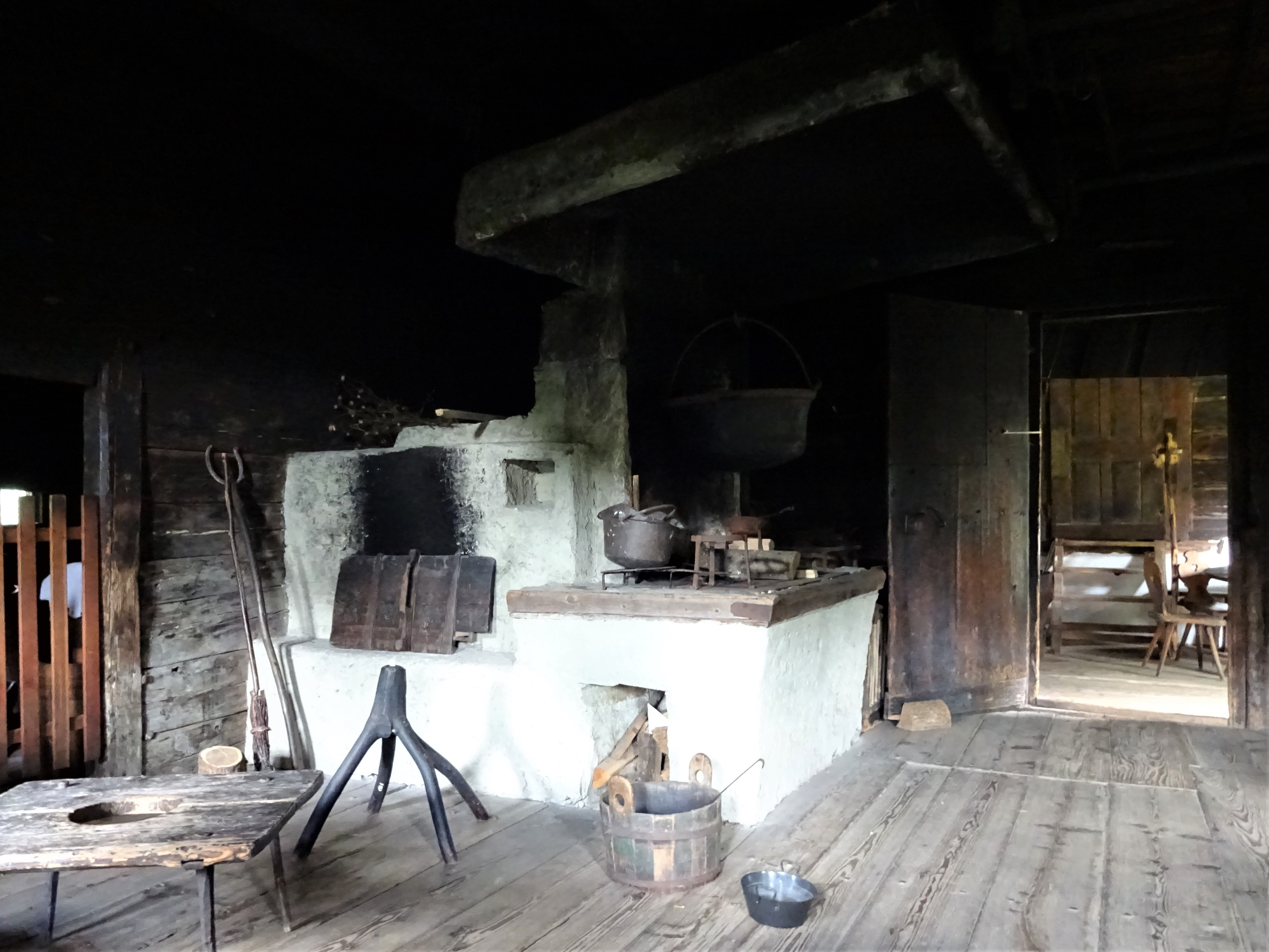
Wohnstube im Kramerhaus, Maria Saal

- 15. Steinerkasten: kleiner Speicher aus dem 2. Drittel des 18. Jahrhunderts aus Wöllach ob Himmelberg
- 16. Heiserstadel: mächtige Doppelanlage mit Ställen und Scheune

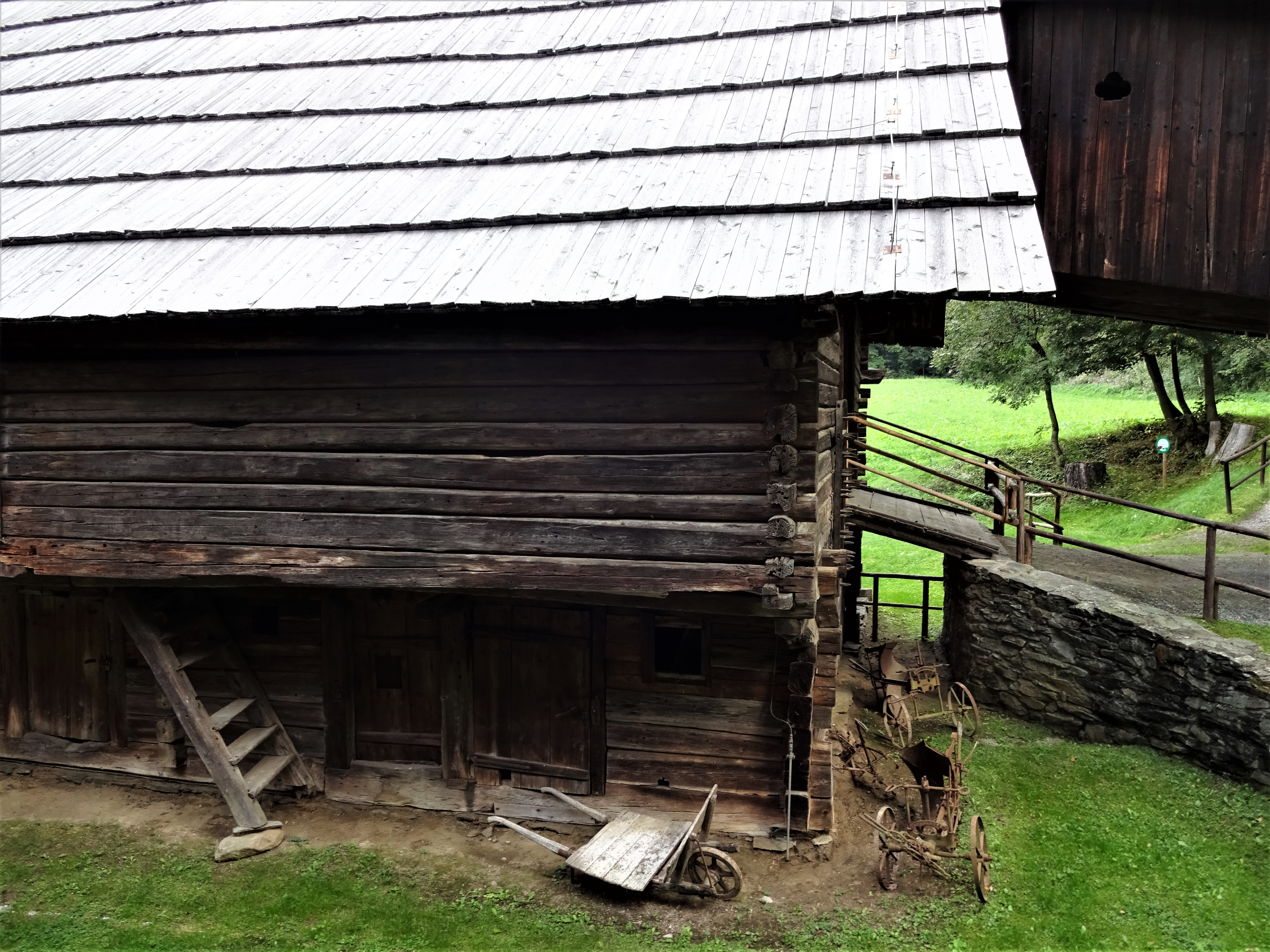
Blick vom Innenhof auf einen Flügel des Heiserstadels

- 17. Ledererkasten: zur Lagerung von Lebensmitteln bei Bad Kleinkirchheim
- 18. Harpfe: aus dem Anwesen Lausegger in Bodental
- 19. Škornjanzstadel: zur Unterbringung von Fahrzeugen und Geräten für die Stall- und Feldarbeit
- 20. Dörrhütte: zur Trocknung von Obst aus Völkermarkt
- 21. Lobnigkasten: Getreidespeicher aus dem Jahr 1854
- 22. Urchhaus: kleines Wohnhaus aus dem Jahr 1882 als Beispiel eines slowenischen Unterkärntner Längslaubenhauses mit ländlichen Kaufladen vom Beginn des 20. Jahrhunderts

- 23. Bienenstand

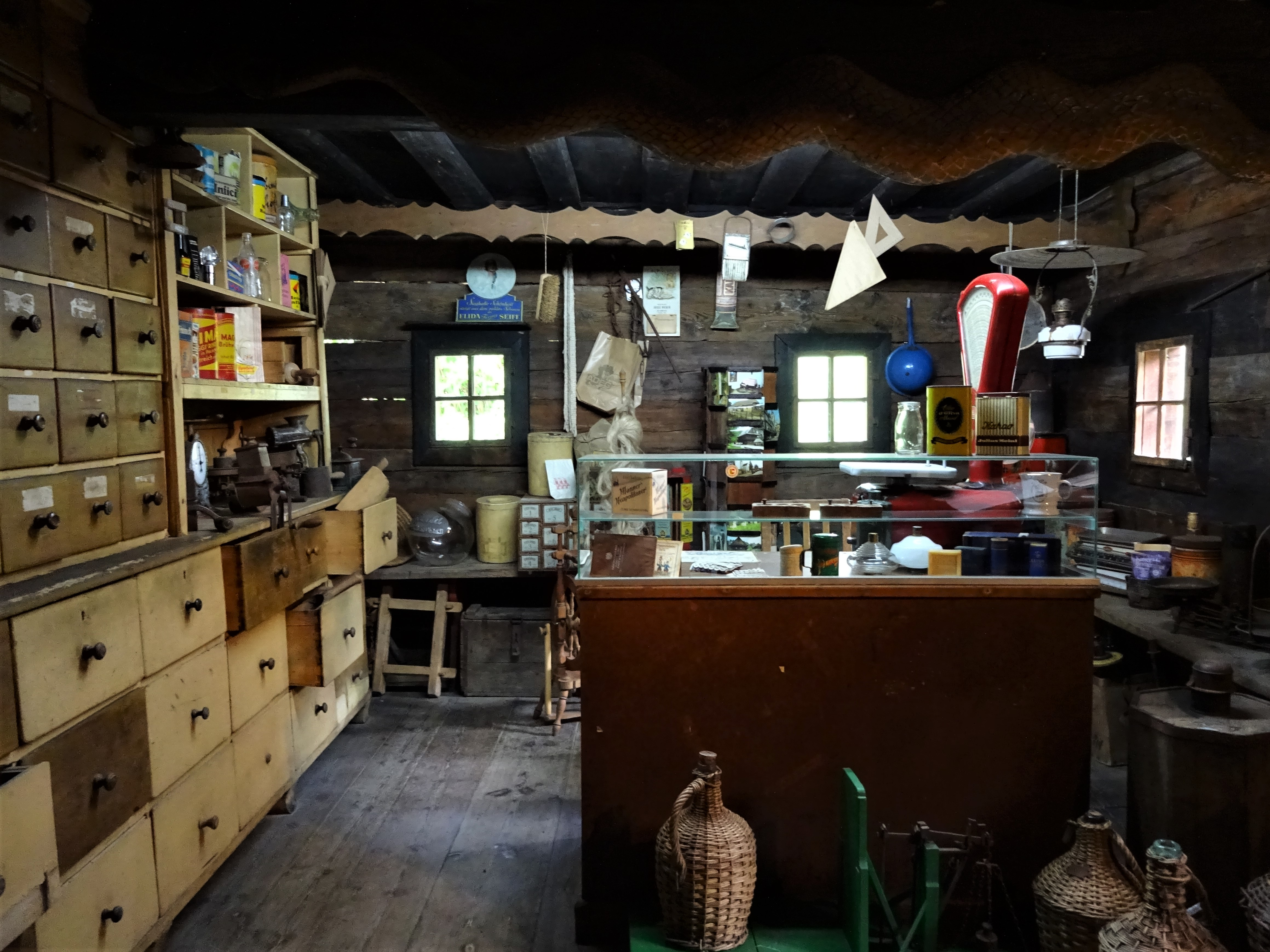
Kaufladen im Urchhaus, Maria Saal

- 24. Mesnerhaus: kleines Haus aus dem frühen 19. Jahrhundert, das Wohnung, Speicher, Stall und Scheune unter einem Dach umfasst. Die Rauchküche ist der einzige Raum der noch die Originaleinrichtung besitzt.
- 30. Gedeckte Holzbrücke: führt über einen Weg in ein kleines Tal des Museums, Nachbildung eines Originals aus dem Maltatal
- 31. Radmühle: aus der Jahrhundertwende um 1900. Ein Beispiel für die verbreitete Art bäuerlicher Hausmühlen
- 32. Müllerstübl: Unterstand für den Müller während der Arbeit mit sehr einfacher Inneneinrichtung

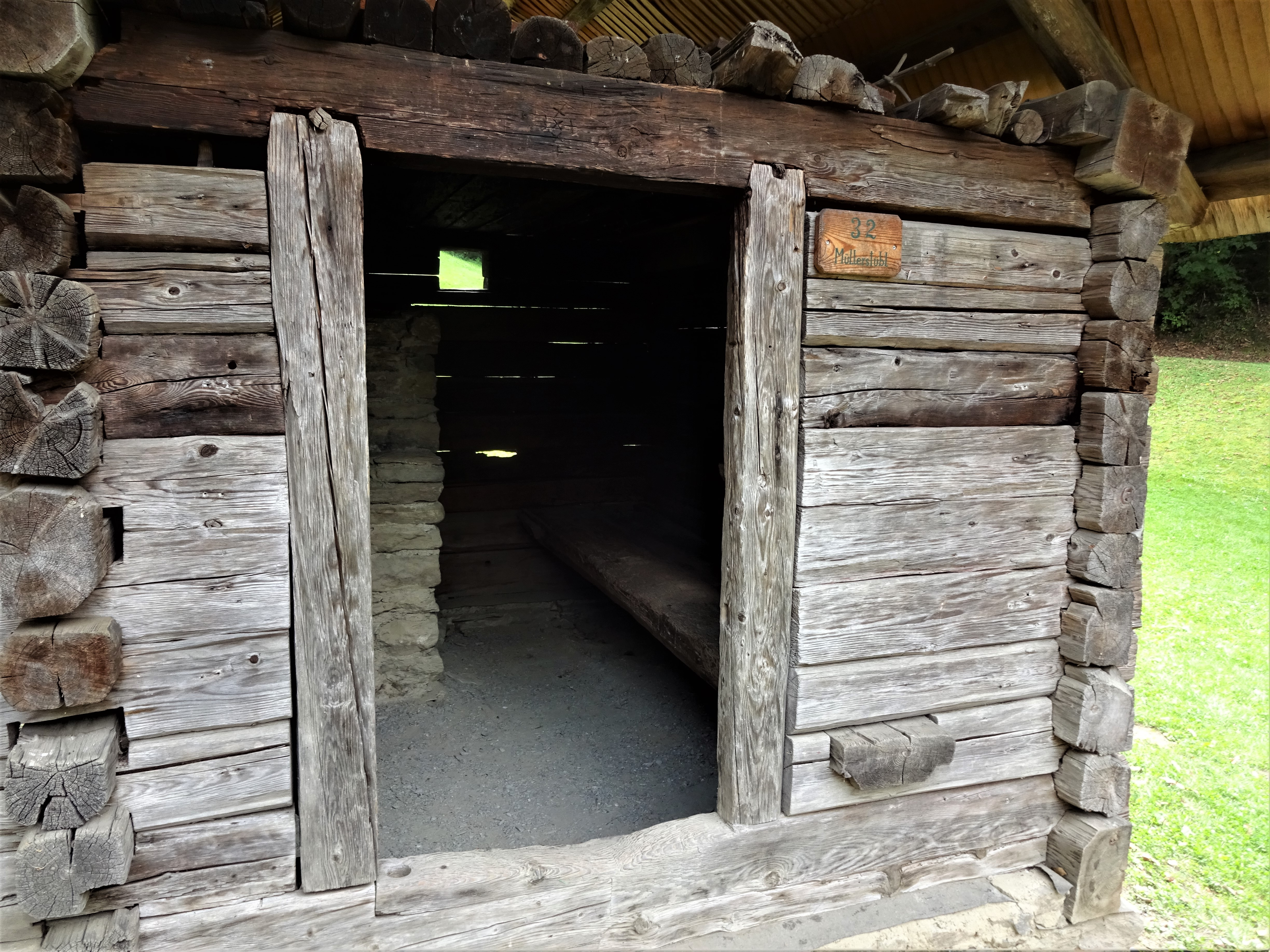
Blick in das Müllerstübl

- 33. und 34. Flodermühlen: waren nur im nördlichen Oberkärnten zu finden
- 35. Kalkofen: diese Kalköfen wurden noch nach dem Zweiten Weltkrieg im Südkärntner Raum errichtet
- 36. Köhlermühle: (geplant)
- 37. Kohlenmeiler: unvollständig aufgebaut um die Schichtung der Stämme aus Fichtenholz zu zeigen
- 38. Holzknechthütte: als Unterstand und Schlafstääte für Holzknechte mit sehr einfacher Einrichtung
- 39. Köse: aus St. Paul im Gailtal, diente ursprünglich zum Nachtrocknen von Getreidegarben und Schnittfutter, später auch zum Unterstellen landwirtschaftlichen Geräts
- 40. Brückenwaage aus der Gemeinde Eisenkappel, wahrscheinlich um das Jahr 1900 entstanden
- 41. Sägemühle: stammt aus Gupf bei St. Margarethen und lag einen halbstündigen Fußweg vom zugehörigen Hof entfernt
- 42. Säglerwohnung: zweizelliges Häuschen für den vorübergehenden Aufenthalt, Stube mit Originaleinrichtung